# جون هال (لاعب كرة قدم أمريكية)
جون هال (بالإنجليزية: John Hall)‏ هو لاعب كرة قدم أمريكية أمريكي، ولد في 17 مارس 1974 في بورت شارلوت ‏ في الولايات المتحدة.

## وصلات خارجية
- جون هال على موقع مرجع كرة القدم المحترفة.كوم (الإنجليزية)